# Huracà d'Indianola de 1886
L'huracà d'Indianola de 1886 va ser un cicló tropical que va destruir la ciutat d'Indianola, Texas. Va ser un dels huracans més intensos que han colpejat els Estats Units. El pas de l'huracà de categoria 4, va deixar almenys 74 víctimes mortals, 28 d'elles a Cuba.

## Història meteorològica

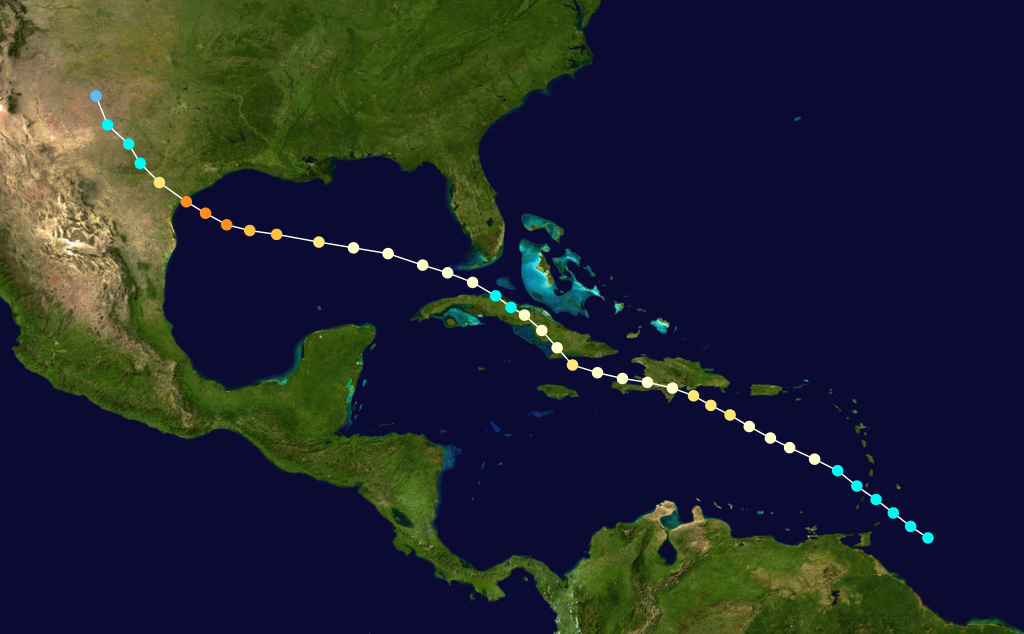
Recorregut de l'huracà

Es va desenvolupar una tempesta tropical a l'est de Trinitat i Tobago el 12 d'agost i es va anar traslladant en direcció nord-oest. Originalment s'havia avaluat que el cicló havia esdevingut un huracà de Categoria 1 l'endemà, tanmateix, en una reanàlisi posterior es va determinar que es mantingué com a tempesta tropical fins al dia 14 d'agost. Va arribar a la Hispaniola el 15 d'agost al vespre i va travessar el sud de l'illa com un huracà de Categoria 1. Ja el 16 d'agost va colpejar el sud-est de Cuba com un de Categoria 2. Llavors es va debilitar ràpidament sobre terra ferma i va ingressar al Golf de Mèxic per una àrea propera a Matanzas (Cuba) el 18 d'agost i ja com una tempesta de Categoria 1. L'huracà es va enfortir de nou a mesura que creuava les aigües càlides del Golf de Mèxic fins a esdevenir un cicló de Categoria 3. Ja a prop de la costa de Texas es va intensificar en un huracà de Categoria 4 amb vents de 240 km/h. En aquella època, va ser considerat el cicló tropical més fort mai registrat; el primer huracà de Categoria 5 reportat i confirmat no es va produir fins al 1924. Els vents es van seguir incrementant durant el dia 19 i a l'endemà, va recalar com un potent huracà de Categoria 4 amb una pressió estimada de 925 hPa (mbar); aquesta baixa pressió el converteix en el cinquè huracà més fort que ha colpejat els Estats Units i per les seves ratxes de vent, en el quart huracà més potent que ha recalat les costes estatunidenques. A partir de llavors, el cicló va sobrepassar terra endins fins a dissipar-se el 21 d'agost al nord-est de Texas.